# Station Gdańsk Politechnika
Station Gdańsk Politechnika is een spoorwegstation in de Poolse plaats Gdańsk. Het station bedient de hoofdcampus van de Politechnika Gdańska, de Technische Universiteit Gdańsk.